# Дружина кентавра
«Дружина кентавра» (англ. The Wife of the Centaur) — американська драма режисера Кінга Відора 1924 року.

## У ролях
- Елеанор Бордман — Джоан Конверс
- Джон Гілберт — Джеффрі Дуаєр
- Ейлін Прінгл — Інес Мартін
- Кейт Лестер — місіс Конверс
- Вільям Гайнс — Едвард Конверс
- Кейт Прайс — Метті
- Жаклін Гедсден — Гоп Леррімор
- Брюс Ковінгтон — містер Леррімор
- Філо Маккалло — Гаррі Тодд
- Лінкольн Стедман — Чак
- Вільям Орламонд — дядько Роджер